# Boris Gregorka
Boris Gregorka (ur. 2 sierpnia 1906 w Brežicach, zm. 19 marca 2001 w Lublanie) – słoweński gimnastyk, w barwach Jugosławii brązowy medalista olimpijski z Amsterdamu.
Igrzyska w 1928 były jego pierwszymi igrzyskami olimpijskimi. Medal wywalczył w drużynowym wieloboju, reprezentację Jugosławii wspólnie z nim tworzyli Edvard Antosiewicz, Stane Derganc, Dragutin Ciotti, Anton Malej, Janez Porenta, Jože Primožič i Leon Štukelj. Brał udział w igrzyskach w 1936. Na mistrzostwach świata zdobył dwa brązowe medale w drużynie, w 1930 i 1938. Pracował jako trener, jego podopiecznym był m.in. Miroslav Cerar.
Jego kuzyn, Duje Bonačić, reprezentował Jugosławię w wioślarstwie.